# Ulassai
Ulassai település Olaszországban, Szardínia régióban, Ogliastra megyében. Lakosainak száma 1366 fő (2023. január 1.). Ulassai Esterzili, Gairo, Osini, Perdasdefogu, Seui, Tertenia, Ussassai, Villaputzu, Jerzu és Villagrande Strisaili községekkel határos.

## Népesség
A település lakossága az elmúlt években az alábbi módon változott:
| Lakosok száma | 1457 | 1448 | 1366 |
|               | 2017 | 2018 | 2023 |